# Béla Koplárovics
Béla Koplárovics [ˈbeːlɒ ˈkoplaːrovitʃ] (* 7. Juni 1981) ist ein ungarischer Fußballspieler und -trainer.

## Karriere
Béla Koplárovics stand beim Erstligisten Zalaegerszegi TE unter Vertrag. Er hat 87 Erstligaspiele (5 Tore) und 2 A-Länderspiele für Ungarn absolviert. Sein wichtigstes Tor schoss der Mittelfeldspieler allerdings in der Champions-League-Qualifikation 2002/03 im Budapester Ferenc-Puskás-Stadion. Sein Treffer zum 1:0-Erfolg gegen Manchester United in der Nachspielzeit machte den damaligen Einwechselspieler in Ungarn bekannt. Nach vier Jahren beim österreichischen 5. Ligisten TSV Utzenaich spielt er im Herbst 2015 für die Union Taiskirchen. Anfang 2016 kehrte er nach Utzenaich zurück. Vom Sommer 2016 bis Sommer 2018 liefer er für den UFC Peterskirchen/Tumeltsham/Andrichsfurt in der 2. Klasse Mitte-West auf. Am Ende der Saison 2017/18 stieg er mit seinem Team in die 1. Klasse auf. Im Sommer 2018 schloss er sich dem SV Eberschwang, der in einer anderen Staffel der Achtklassigkeit vertreten war, an. In der Saison 2018/19 kam er in lediglich elf Meisterschaftsspielen zum Einsatz und erzielte dabei zwei Toren. Nachdem er bis Jahresende 2019 nur sechs Ligaspiele in der laufenden Saison für den Achtligisten absolviert hatte (drei Treffer), beendete er in weiterer Folge in der Winterpause seine Karriere als Aktiver, um nach nur einjähriger Pause seine Karriere im unterklassigen österreichischen Fußball fortzusetzen.
Seit November 2009 befindet sich Koplárovics im Besitz der UEFA-B-Trainerlizenz und ist neben seiner Spielerlaufbahn seit den 2010er Jahren als Fußballtrainer – hauptsächlich im Nachwuchsbereich – tätig.